# Ela É Demais
She's All That (prt/bra: Ela É Demais) é um filme estadunidense de 1999, do gênero comédia romântica, dirigido por Robert Iscove e estrelado por Freddie Prinze Jr., Rachael Leigh Cook, Paul Walker e Matthew Lillard. É uma adaptação moderna da peça teatral de George Bernard Shaw, Pigmalião, e do filme de 1964, My Fair Lady, de George Cukor. Foi um dos filmes mais populares do final dos anos 90 e chegou à primeira posição nas bilheterias em sua primeira semana de lançamento. Um sucesso de público, arrecadou $16,065,430 dólares no fim de semana de abertura do Super Bowl. Ganhou $63,366,989 nos Estados Unidos e $39,800,000 em bilheterias internacionais, totalizando $103,166,989 em todo o mundo diante de um orçamento de produção de $10,000,000.

## Sinopse
Zach Siler é um jogador de futebol bastante popular e presidente de classe de sua turma. Após as férias de verão, sua namorada Taylor termina o namoro e Zack fala para seus amigos que ela é "substituível". Então, Dean, o melhor amigo de Zack, diz que isso é impossível e os dois apostam a possibilidade de Zack transformar uma garota ou não em rainha do baile, que ocorrerá em seis semanas. Dean então escolhe Laney Boggs para ser a garota.
Zach começa a se comunicar com Laney, para torná-la de CDF e artista em uma verdadeira rainha do baile. A primeira vez que Zack se aproxima da menina, ele a acha um pouco estranha e a partir daí o garoto procura sempre se comunicar com ela, no início, sem sucesso. Após assistir a uma peça de teatro na qual ela interpreta as Artes Cênicas e também dá um show com sua inseparável bolinha de ping-pong, ele vai conseguindo, aos poucos, se tornar amigo da garota. A irmã de Zack acaba a transformando ao som da canção Kiss Me de Sixpence None the Richer para que ela vá a uma festa.
Na festa, Taylor confronta Laney e ela vai para o jardim e começa a chorar. Zach vai atrás dela, que diz que não gosta que ninguém a veja chorando desde a morte da mãe. No dia seguinte, o namorado novo de Taylor termina com ela e Laney é nomeada para concorrer à rainha do baile, e quase metade dos alunos está torcendo por ela. Dean acusa Zack de confundir o trabalho (nesse caso, a aposta) com prazer e diz que não se importa de se aproveitar da menina também. Os dois acabam se desentendendo.
A aposta previne Zack de mostrar seus sentimentos por Laney, já que ele percebeu que nenhum de seus relacionamentos anteriores foi profundo, e que todos foram superficiais. Dean convida Laney para o baile. Quando Laney pergunta para Zack o motivo de ele não querer que ela vá com Dean para o baile, Dean revela a aposta para Laney. Laney acaba ficando chateada e resolve não ir ao baile, até que descobre que Dean veio buscá-la.
No baile, a professora de pintura de Laney a elogia pelo seu trabalho final (iniciado ao conhecer Zack) e pede para ela não perder o que a inspirou e diz que a inscreveu em algumas bolsas de estudos. A garota então olha para Zack como se algo faltasse dela... No banheiro, Dean mostra a chave de um hotel e comenta com todos os que estão lá que irá ter sorte esta noite, mas nenhum deles acredita. O melhor amigo de Laney ouve e conta para a irmã de Zack. Zack e Taylor são anunciados rei e reinha do baile, e assim que Zack começa a falar, o melhor amigo de Laney o conta do episódio ocorrido no banheiro, dizendo que os dois já saíram.
Ao chegar em casa, Laney descobre que descobriu as intenções de Dean e que colocou um equipamento que emite sons ao lado de sua orelha. Zack então revela seus sentimentos por Laney e pede perdão. Ela o perdoa e os dois se beijam. Laney então pergunta o que acontecerá já que Zack perdeu a aposta. E ele diz nunca deixar de cumprir suas apostas.
Na formatura, cada nome é chamado para o recebimento do diploma, e Taylor está sentada sozinha, por sempre ser tão arrogante com suas amigas, principalmente com relação à Laney. Zack é chamado, e ele não está vestindo roupa alguma, apenas está com uma bola de vôlei cobrindo sua genitália. Laney o observa e ele joga a bola para a menina, seguido de aplausos e torcida. Laney termina dando uma risada.

## Elenco
- Freddie Prinze Jr. ...... Zachary "Zack" Siler
- Rachael Leigh Cook ...... Laney Boggs
- Paul Walker ...... Dean Sampson, Jr.
- Matthew Lillard ...... Brock Hudson
- Jodi Lyn O'Keefe ...... Taylor Vaughan
- Kevin Pollak ...... Wayne Boggs
- Usher Raymond ...... Campus DJ
- Kimberly "Lil' Kim" Jones ...... Alex Chason Sawyer
- Anna Paquin ...... Mackenzie "Mac" Siler
- Kieran Culkin ...... Simon Boggs
- Elden Henson ...... Jesse Jackson
- Sarah Michelle Gellar ...... moça na cafeteria
- Gabrielle Union ...... Katarina "Katie" Darlingson
- Dulé Hill ...... Preston
- Tamara Mello ...... Chandler
- Clea DuVall ...... Misty
- Tim Matheson ...... Harlan Siler
- Alexis Arquette ...... Mitch
- Chris Owen ...... Derek Funkhouser Rutley
- Vanessa Lee Chester ...... amiga de Melissa
- Milo Ventimiglia ...... atleta de futebol americano
- Takbir Bashir ...... Rapper
- Brandon Mychal Smith ...... garoto da limpeza
- Flex Alexander ...... Kadeem
- Debbi Morgan ...... professora de arte de Laney
- Carlos Jacott ...... fotógrafo do baile
- Michael Milhoan ...... diretor Stickley
- Patricia Charbonneau ...... Lois Siler
- Katharine Towne ...... Savannah

## Produção
O filme teve um elenco impressionante de atores em ascensão, incluindo Kieran Culkin, vencedora do Oscar Anna Paquin, músico Usher Raymond, Gabrielle Union em sua estréia no cinema, Dulé Hill e Lil' Kim. Jodi Lyn O'Keefe era conhecida pela série Nash Bridges, mas este era apenas o seu segundo papel no cinema. O produtor Richard N. Gladstein coloca: "Havia outros filmes em que você poderia assisti-los, mas eles geralmente não eram os protagonistas desses filmes". De acordo com Robert Iscove, Harvey Weinstein estava muito envolvido no desenvolvimento de scripts e muito envolvido no elenco, e foi capaz de conseguir grandes atores em partes muito pequenas, como um favor pessoal.
Kevin Pollak disse que se inscreveu para o filme em parte porque ficou impressionado com Freddie Prinze Jr. em The House of Yes alguns anos antes e estava interessado em trabalhar com ele.
Jodi Lyn O'Keefe descreve sua personagem como sendo completamente diferente dela: "Literalmente, tudo o que a personagem fazia era algo que eu nunca faria. Quero dizer, apenas todas as coisas. Não houve um único momento em que eu estava, posso relacionar para isso, pessoalmente ".
R. Lee Fleming, Jr. é oficialmente creditado como o único roteirista do filme. Em uma entrevista em 2002, M. Night Shyamalan afirmou que aperfeiçoou o roteiro enquanto adaptava Stuart Little e escrevia um roteiro para The Sixth Sense. Isso também foi confirmado no comentário em áudio do filme pelo diretor Robert Iscove.
Em 2013, Shyamalan afirmou que, em vez de simplesmente polir o roteiro original de Fleming, ele realmente escreveu o filme. Isso foi contestado por alguém que alegou ser Fleming, em uma mensagem no Twitter que foi excluída desde então.
Em 17 de junho de 2013, Jack Lechner (que atuou como chefe de desenvolvimento da Miramax no final dos anos 90) confirmou que tecnicamente Shyamalan e Fleming contribuíram para o roteiro: Fleming escreveu o roteiro inicial que a Miramax comprou enquanto Shyamalan fazia uma reescrita sem créditos que conquistou o sinal verde para o filme. Lechner reiterou que o conteúdo de ambos os escritores foi incluído no corte final do filme. O produtor Richard N. Gladstein disse que o roteiro "já estava praticamente pronto", mas que as mudanças de Shyamalan "ajudaram enormemente o relacionamento com Kevin Pollak [que interpretou o pai de Laney, Wayne]". Iscove atribuiu a peça de arte performática e a sequência de footbag a Shyamalan. Fleming atribuiu a frase "Eu sou uma droga de uma aposta?" para Shyamalan. Fleming incluiu várias referências à cultura pop em seu roteiro: Laney Boggs recebeu o nome de dois personagens interpretados por Winona Ryder, Kim Boggs, de Edward Scissorhands, e Laney Pierce, de Reality Bites; os personagens Zack e Taylor foram nomeados pelos dois dos três membros da banda Hanson. Pollak adivinhar constantemente as respostas de Jeopardy! incorretamente é uma piada, que ele havia feito anteriormente no filme de 1997, Truth or Consequences, N.M.. A ideia estava no roteiro de Fleming, mas Pollak expandiu e improvisou suas respostas.
O diretor Robert Iscove foi influenciado pelos filmes de John Hughes e estava tentando fazer algo diferente para a geração dos anos 90 que ainda ressoaria. Ele enfatizou a importância da história ter um coração, como Zack tinha que ser digno de Laney, e Laney tinha que entender que ela precisava aprender a ser mais aberta. A história foi reescrita para melhor se encaixar em Prinze Jr. e tornar Zack mais simpático e ter seus próprios desafios.  Iscove estava ciente de que era implausível sugerir que Cook era feia, mas que era prática comum em Hollywood escalar a garota bonita e que isso requer que o público suspenda sua descrença: "Você concorda ou você não concorda". Ele comparou com a transformação de Clark Kent em Superman. Observando que uma transformação real seria impraticável, ele disse que se tratava mais de encontrar uma atriz que tivesse o alcance necessário para dar o desempenho necessário.
As filmagens ocorreram em vários locais da Califórnia. As cenas da escola foram filmadas na Torrance High School, onde Buffy the Vampire Slayer e Beverly Hills, 90210 haviam filmado anteriormente.
Iscove também era coreógrafo e queria expandir e embelezar as cenas do baile, mas também mostrar aos Weinstein como os números musicais poderiam funcionar nos filmes. A cena da dança foi coreografada por Adam Shankman, a quem sua irmã Jennifer Gibgot pediu que fosse co-produtora do filme. Shankman foi assistido por Anne Fletcher. Shankman estava preocupado com a cena e "isso, em geral, não combinaria com o resto do filme", mas Iscove estava comprometido com a ideia de que cabia a ele ajustá-la. O público-teste não entendeu por que a cena da dança estava acontecendo, então Bob Weinstein pediu uma refilmagem com Usher para vincular a cena. Shankman também trabalhou com Matthew Lillard em suas cenas de dança.

## Trilha sonora
A música "Kiss Me" foi usada como música tema principal. O sucesso nas bilheterias do filme ajudou "Kiss Me" a ganhar atenção generalizada e sucesso nas paradas. "Kiss Me" alcançou a segunda posição na lista das 100 melhores da Billboard e ficou no Top 10 por 16 semanas seguidas.
O filme foi lançado na Itália com o título "Kiss Me".
| Faixa n. | Título                | Escritor e compositor de música                                               | Interpretado por         |
| -------- | --------------------- | ----------------------------------------------------------------------------- | ------------------------ |
| 01.      | Prophecy              | Cinjun Tate, Shelby Tate, Cedric Lemoyne, Jeffrey Cain Thompson, Gregory Slay | Remy Zero                |
| 02.      | Baby Got Going        | Liz Phair & Scott Litt                                                        | Liz Phair                |
| 03.      | Be Free               | Apl.de.Ap, will.i.am, Stahl, Goldberg                                         | The Black Eyed Peas      |
| 04.      | Blacktop Beat         | Lucas MacFadden                                                               | Jurassic 5               |
| 05.      | Up To Us              | Allrighse, Robin Thicke                                                       | Allrighse                |
| 06.      | Wanderer              | J. Ralph                                                                      | Spy                      |
| 07.      | Sugar                 | Jo Lloyd, James Wright, David Magee                                           | Stretch Princess         |
| 08.      | Kiss Me               | Matt Slocum                                                                   | Sixpence None The Richer |
| 09.      | Test The Theory       | Robin File, Sean McCann, Martin Merchant & Robert Maxfield                    | Audioweb                 |
| 10.      | Gorgeous              | Kat Green                                                                     | Girl Next Door           |
| 11.      | Ooh La La             | Theo Keating                                                                  | The Wiseguys             |
| 12.      | Give It To Me Baby    | Rick James                                                                    | Rick James               |
| 13.      | Shuck & Jive          | John Davis                                                                    | Superdrag                |
| 14.      | Hanging On            | Emily Gerber and Carlos Calvo                                                 | Emily & Carlos           |
| 15.      | 66                    | Greg Dulli                                                                    | The Afghan Whigs         |
| 16.      | Nonstop Operation     | MC Tunes, S. Hickling, S. Jones, M. Lawrence, G. Gasper, P. Billington        | The Dust Junkys          |
| 17.      | Believe               | Goldie                                                                        | Goldie                   |
| 18.      | The Rockafeller Skank | Fatboy Slim, Terry Winford, John Barry                                        | Fatboy Slim              |

## Recepção
No agregador de críticas dos Estados Unidos, o Rotten Tomatoes, na pontuação onde a equipe do site categoriza as opiniões da  grande mídia e da mídia independente apenas como positivas ou negativas, o filme tem um índice de aprovação de 42% calculado com base em 62 comentários dos críticos. Por comparação, com as mesmas opiniões sendo calculadas usando uma média aritmética ponderada, a nota alcançada é 5/10 que é seguida do consenso dizendo que "apesar dos jovens encantadores atores, (...) não pode superar o seu previsível roteiro, de forma inconsistente e engraçada".
Em outro agregador de críticas também dos Estados Unidos, o Metacritic, que calcula as notas das opiniões usando somente uma média aritmética ponderada de determinados veículos de comunicação em maior parte da grande mídia, tem uma pontuação de 51/100, alcançada com base em 32 avaliações da imprensa anexadas no site, com a indicação de "revisões mistas ou neutras."
Stephen Holden, do New York Times, elogiou Cook por sua performance, comparando-a a Winona Ryder, dizendo "Ao contrário de tantos atores que interpretam jovens inteligentes, ela na verdade projeta alguma inteligência junto com um senso de comédia astuto". Mick LaSalle, do San Francisco Chronicle, chama isso de "cerca de uma ideia que não seja um excelente romance adolescente. Como está, é um esforço agradável, mas rotineiro". LaSalle critica o filme por ter acabado a trama na metade do caminho, dizendo que a "história está esticada até o ponto de ruptura. Em um caso, o diretor Robert Iscove interrompe a ação por uma longa sequência de dança, marcada para o baile, que não tem nada a ver com qualquer coisa." Ele diz que o filme é "intermitentemente engraçado" e elogia o desempenho de Matthew Lillard, chamando-o de melhor coisa do filme.